# Хризантемовый трон

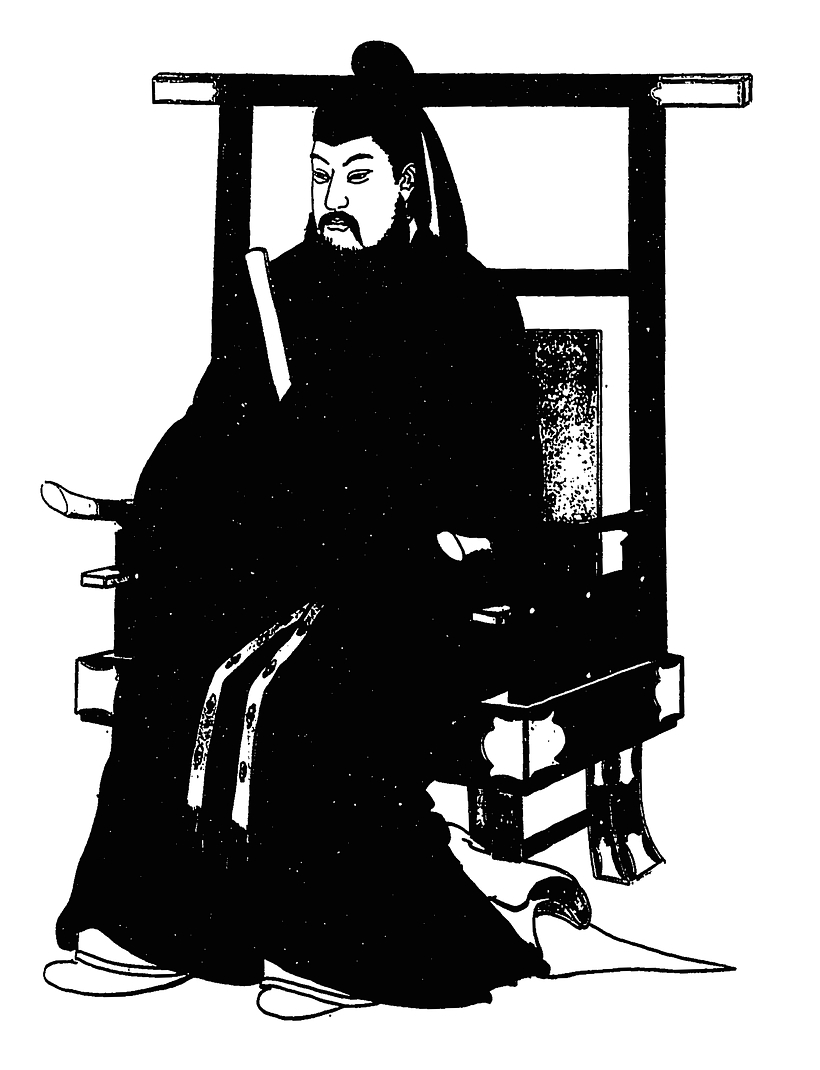
Император Тэндзи на троне.

Хризантемовый трон — западное название трона императора Японии, используется с XIX века. Название происходит от императорской печати Японии, официально принятой в 1889 году, на которой изображена 16-лепестковая жёлтая хризантема. По-японски называется просто «императорским троном» (яп. 皇位 ко:и). Термин «Хризантемовый трон» может означать конкретный физический трон — традиционное кресло в стиле такамикура, находящееся в зале Сисин-ден Императорского дворца в Киото и использующееся в церемонии интронизации нового императора (другие троны, используемые императором, например тот, с которого он произносит речь перед парламентом, Хризантемовым троном традиционно не называются), — но чаще используется в переносном смысле и обозначает императорский престол или институт японской монархии, а иногда персону самого императора.